# Moux-en-Morvan
Moux-en-Morvan és un municipi francès, situat al departament del Nièvre i a la regió de Borgonya - Franc Comtat. L'any 2007 tenia 623 habitants.

## Demografia

### Població
El 2007 la població de fet de Moux-en-Morvan era de 623 persones. Hi havia 292 famílies, de les quals 102 eren unipersonals (53 homes vivint sols i 49 dones vivint soles), 117 parelles sense fills, 57 parelles amb fills i 16 famílies monoparentals amb fills.
La població ha evolucionat segons el següent gràfic:
Habitants censats

### Habitatges
El 2007 hi havia 671 habitatges, 295 eren l'habitatge principal de la família, 336 eren segones residències i 40 estaven desocupats. 615 eren cases i 44 eren apartaments. Dels 295 habitatges principals, 240 estaven ocupats pels seus propietaris, 53 estaven llogats i ocupats pels llogaters i 3 estaven cedits a títol gratuït; 2 tenien una cambra, 20 en tenien dues, 62 en tenien tres, 82 en tenien quatre i 129 en tenien cinc o més. 223 habitatges disposaven pel capbaix d'una plaça de pàrquing. A 146 habitatges hi havia un automòbil i a 113 n'hi havia dos o més.

### Piràmide de població
La piràmide de població per edats i sexe el 2009 era:
| Homes | Edats   | Dones |
| ----- | ------- | ----- |
| 0     | 95 o +  | 0     |
| 0     | 90 a 94 | 0     |
| 0     | 85 a 89 | 4     |
| 0     | 80 a 84 | 0     |
| 8     | 75 a 79 | 4     |
| 8     | 70 a 74 | 8     |
| 4     | 65 a 69 | 12    |
| 12    | 60 a 64 | 8     |
| 8     | 55 a 59 | 4     |
| 0     | 50 a 54 | 4     |
| 0     | 45 a 49 | 4     |
| 0     | 40 a 44 | 0     |
| 0     | 35 a 39 | 0     |
| 4     | 30 a 34 | 0     |
| 12    | 25 a 29 | 4     |
| 0     | 20 a 24 | 0     |
| 0     | 15 a 19 | 0     |
| 0     | 10 a 14 | 0     |
| 0     | 5 a 9   | 0     |
| 0     | 0 a 4   | 0     |

## Economia
El 2007 la població en edat de treballar era de 367 persones, 245 eren actives i 122 eren inactives. De les 245 persones actives 218 estaven ocupades (120 homes i 98 dones) i 27 estaven aturades (8 homes i 19 dones). De les 122 persones inactives 67 estaven jubilades, 19 estaven estudiant i 36 estaven classificades com a «altres inactius».

### Ingressos
El 2009 a Moux-en-Morvan hi havia 290 unitats fiscals que integraven 604 persones, la mediana anual d'ingressos fiscals per persona era de 16.365 €.

### Activitats econòmiques
Dels 43 establiments que hi havia el 2007, 1 era d'una empresa alimentària, 5 d'empreses de fabricació d'altres productes industrials, 7 d'empreses de construcció, 6 d'empreses de comerç i reparació d'automòbils, 4 d'empreses de transport, 11 d'empreses d'hostatgeria i restauració, 5 d'empreses de serveis, 2 d'entitats de l'administració pública i 2 d'empreses classificades com a «altres activitats de serveis».
Dels 12 establiments de servei als particulars que hi havia el 2009, 1 era una oficina de correu, 3 paletes, 1 guixaire pintor, 1 fusteria, 1 electricista, 1 perruqueria i 4 restaurants.
Dels 4 establiments comercials que hi havia el 2009, 2 eren botiges de menys de 120 m², 1 una botiga de menys de 120 m² i 1 una fleca.
L'any 2000 a Moux-en-Morvan hi havia 23 explotacions agrícoles que ocupaven un total de 1.206 hectàrees.

## Equipaments sanitaris i escolars
El 2009 hi havia una escola elemental integrada dins d'un grup escolar amb les comunes properes formant una escola dispersa.

## Poblacions més properes
El següent diagrama mostra les poblacions més properes.